# Saddamiyat al-Mitla

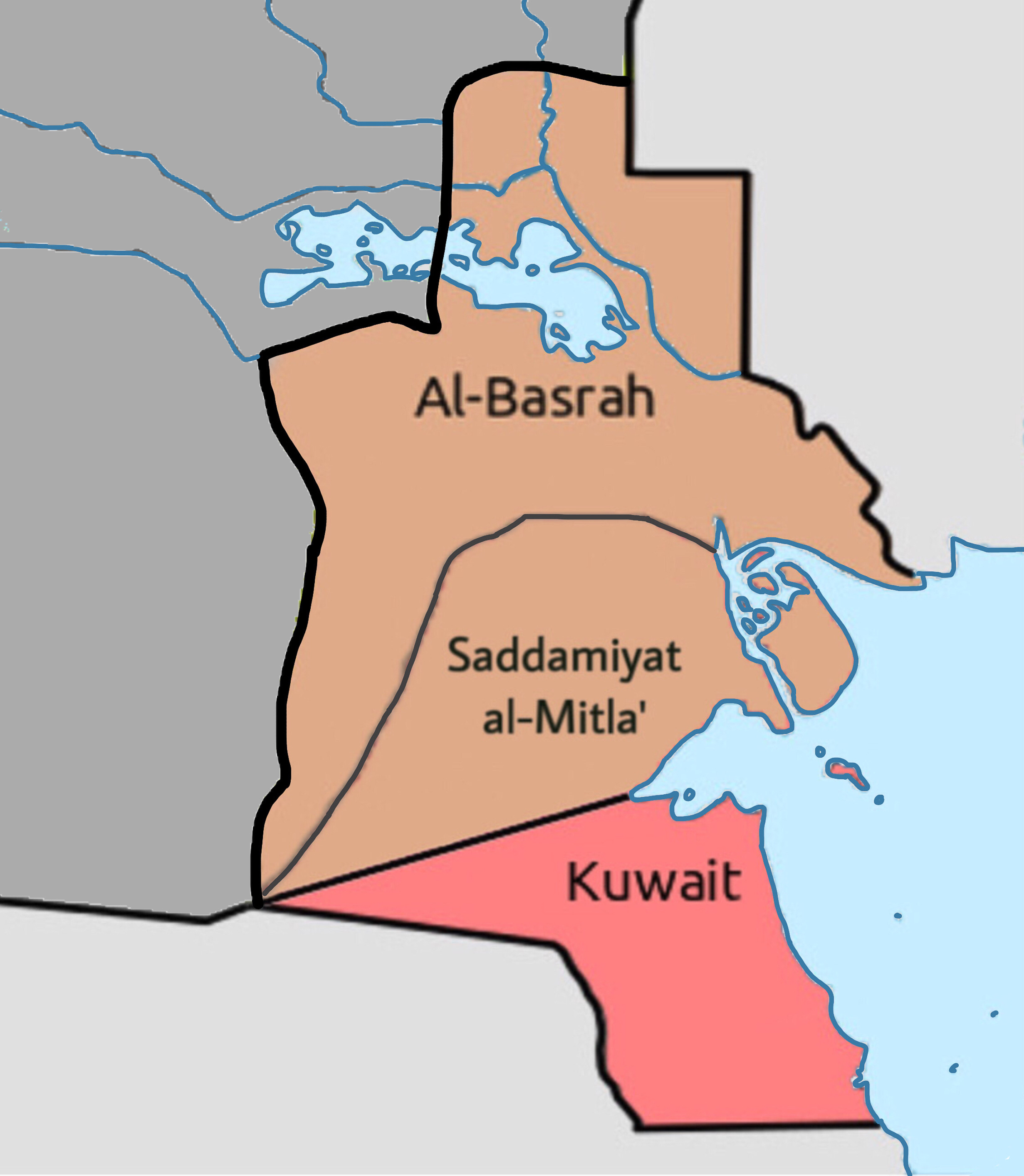
Kaart met het district Saddamiyat al-Mitla, inclusief de noordelijke delen van Koeweit, dat onder het gouvernement Basra valt in plaats van het gouvernement Koeweit.

Saddamiyat al-Mitla was een district in het gouvernement Basra tijdens de Iraakse bezetting van Koeweit van 1990 tot 1991. De vorming van het district werd aangekondigd op 28 augustus 1990. De naam was bedoeld om de Iraakse president Saddam Hussein te eren. Terwijl de rest van Koeweit werd geannexeerd als het 19e gouvernement van Irak, werd het strategische noordelijke deel van Koeweit geannexeerd als het district Saddamiyat al-Mitla als onderdeel van het gouvernement Basra.
Het district besloeg ongeveer 7.000 km². Het omvatte de Koeweitse eilanden Warbah en Bubiyan, het gebied rond Abdali, het Raudhatain-olieveld, het Sabriya-olieveld, het Ratqa-olieveld en het zuidelijke deel van het Rumaila-olieveld. Naast de olievoorraden bevatte het district de meeste ondergrondse waterbronnen van Koeweit. Iraakse media verklaarden dat er een nieuwe stad, ook Saddamiyat al-Mitla genoemd, in het district zou worden gebouwd.
Er werd destijds gespeculeerd of het feit dat het district Saddamiyat al-Mitla in het gouvernement Basra in plaats van het gouvernement Koeweit was ondergebracht, erop duidde dat Irak bereid was zich terug te trekken uit de rest van Koeweit, maar de noordelijke gebieden te behouden.